# Harold Mayne-Nicholls

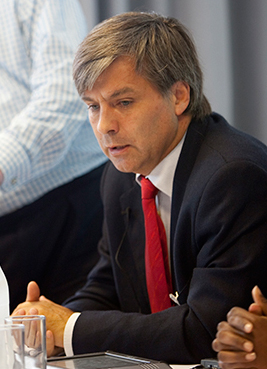
Harold Mayne-Nicholls

Harold Mayne-Nicholls (Antofagasta, 27 de julho de 1961) é um jornalista chileno e ex-gestor esportivo, que atuou como presidente da Federação Chilena de Futebol (FFCh) e da Asociación Nacional de Fútbol Profesional (ANFP). Foi também um oficial da FIFA, até ter sido banido por sete anos pelo Comitê de Ética da FIFA em 6 de julho de 2015.